# آرنتیرو
آرنتیرو (انگلیسی: Arenteiro) رودی در کشور اسپانیا است. این رودخانه پس از طی مسافت ۱۰۰ کیلومتر (۶۲٫۱ مایل) به می‌ریزد.

## مشخصات
طول این رودخانه ۱۰۰ کیلومتر (۶۲٫۱ مایل) است.

## موقعیت
آرنتیرو در کشور اسپانیا قرار داشته و از عبور می‌کند.